# La parola segreta
La parola segreta è un film del 1988 diretto da Stelio Fiorenza.
Si tratta del lungometraggio d'esordio di Stelio Fiorenza che ha firmato anche la sceneggiatura.

## Trama
Tre scagnozzi vestiti da gendarmi settecenteschi uccidono un uomo pugnalandolo; ma è solo un sogno. Ossessionato, l'uomo rintraccia il luogo del sogno, abitato da due ragazze e da un vecchio, padre delle due. I quattro passano una notte a parlare e, il giorno dopo, l'uomo viene di nuovo pugnalato e muore. Ma stavolta non è un sogno.

## Produzione
Il film ha ricevuto il contributo ministeriale previsto dall'articolo 28 della legge su cinema.

## Accoglienza

### Critica
(...) La parola segreta di Stelio Fiorenza, figura allegorica delle circolarità esistenziale, dove fughe, tradimenti, esseri braccati e persecutori, coro e protagonisti, scambiano, nel rondò continuo delle vite parallele di ognuno e della Storia, i propri ruoli e le proprie mansioni, senza soluzione di continuità. (Claver Salizzato, Cineforum n.293, aprile 1990)